# 麓屑面
麓屑面（ろくせつめん）は、地形の崩落や水流による運搬、マスムーブメント、凍結破砕などの諸作用によって大量の岩屑が生産され、堆積することによってできた斜面。流紋岩やチャートのように機械的に風化する過程で細粒径の状態にならない岩種は、生成物の下流への移動が困難となるために、山体近くに堆積しやすくなる。よって、流紋岩やチャートによって形成される斜面に多くみられる。
性質等の違いにより、上部・中部～下部・最下部と分類され、それぞれⅠ面・Ⅱ面・Ⅲ面などといくつかの面に分けられる。

## 上部（Ⅰ面）
山体に近い、比較的高い場所に位置する。傾斜は13~30°程度で、表面の凹凸は少なく平滑である。平面の形は長舌状かカマボコ状になっている。斜面長の短いものはレモン形状となる場合もある。分布形状は断片的か面的であり、面積は中部～下部・最下部などと比べると小さい。崖錘、沖積錘、土石流扇状地などの地形が単位となる。

## 中部～下部（Ⅱ面）
Ⅱ1、Ⅱ2などとさらに細かく分けられる場合が多い。山麓斜面の中間部に位置する。傾斜は一般的にⅠ面より小さく、10~24°程度である。表面は平滑であるが、植生を除いた表面状態は径が3m~4m大以上の巨岩や径1m~2m級の巨大礫が散在しており、微起伏がある。平面はカマボコ状もしくは扇状となっているが、より下部の方では長舌状やエプロン状となる場合もある。分布形状は面的で、面積は比較的大きい。上部と同じく、崖錘、沖積錘、土石流扇状地などの地形が単位である。

## 最下部（Ⅲ面）
山体に対して外方部の、高度中～低に位置する。傾斜は8~18°程度で、表面には微起伏がある。植生を除いた表面状態は、巨大礫が散在している。平面形状は扇状で、面的な分布形状をとる。面積は比較的大きい。沖積錘、土石流扇状地、扇状地が単位となる。